# Czudzka Flotylla Wojenna (Imperium Rosyjskie)
Czudzka Flotylla Wojenna (ros. Чудская военная флотилия) – flotylla Imperium Rosyjskiego podczas I wojny światowej oraz sił białych podczas wojny domowej w Rosji.
W kwietniu 1918 r. w Gdowie nad jeziorem Pejpus została sformowana bolszewicka Flotylla Czudzka. Składała się ona z 4 płaskodennych statków parowych, z których każdy był uzbrojony w działo morskie 75 mm. W październiku 1918 r., kiedy w Pskowie biali rozpoczęli tworzenie Pskowskiego Korpusu Ochotniczego, dowódca Flotylli Czudzkiej kpt. 2 rangi Dmitrij D. Nielidow postanowił przejść ze statkami na ich stronę. Podczas spotkań z załogami zorientował się, że marynarze odnoszą się pozytywnie do tego pomysłu. W tej sytuacji zgromadził flotyllę w rejonie wsi Raskopiel, leżącej niedaleko Gdowa. Nocą 28 października 1918 r. 3 okręty wypłynęły w stronę pozycji wojsk białych, zaś czwarty pozostał na miejscu, ubezpieczając ich ucieczkę. Następnego dnia okręty przybyły do Pskowa, gdzie kpt. D. D. Nielidow podporządkował się dowództwu gen. Aleksieja J. Wandama. Natomiast czwarty okręt został opanowany przez oddział bolszewicki. Natychmiast Flotylla Czudzka rozpoczęła działania bojowe na rzecz Pskowskiego Korpusu Ochotniczego. Okręty zwalczały oddziały bolszewickie po bolszewickiej stronie jeziora, wysadzały desanty, ostrzeliwały z dział wsie i miasteczka, zajęte przez wojska bolszewickie. Jedną z ważniejszych operacji było zajęcie Wysp Tałabskich, na których znajdował się dość duży garnizon bolszewicki. Jednakże ofensywa wojsk bolszewickich w połowie listopada 1918 r. zaczęła zagrażać Pskowowi, który został ostatecznie zajęty pod koniec miesiąca. Jeden z okrętów, „Olga”, znajdujący się w mieście w remoncie, został przejęty przez bolszewików. Pozostałe przepłynęły do Jurjewa w Estonii, gdzie zostały rozbrojone i przejęte przez Estończyków. Po zajęciu Jurjewa przez wojska bolszewickie, zdobyły one też statki b. Flotylli Czudzkiej. Jednakże przy odwrocie Estończycy odzyskali statki, których później użyli na jeziorze Pejpus.